# Acid sebacic
Acidul sebacic (nume IUPAC: acid decandioic) este un compus organic din clasa acizilor dicarboxilici cu formula HOOC-(CH2)8-COOH. Este un precursor pentru sinteza industrială a unor compuși, precum polimeri și plastifianți.

## Obținere
Este un compus derivat din uleiul de ricin, ca urmare a degradării acidului ricinoleic. Ca produși secundari se obțin și octanol și glicerină.
Mai poate fi obținut din decalină prin intermediul unui hidroperoxid, care formează ciclodecenoneă, un precursor de acid sebacic.